# Tamirat Tola
Tamirat Tola (ur. 11 sierpnia 1991 w Sebeta) – etiopski lekkoatleta specjalizujący się w biegach długich.
Podczas mistrzostw świata w biegach przełajowych w 2015 roku był szósty indywidualnie oraz zdobył wraz z kolegami złoty medal w rywalizacji drużynowej. Srebrny medalista mistrzostw świata w półmaratonie w klasyfikacji drużynowej (2016). Brązowy medalista Igrzysk Olimpijskich 2016 w biegu na 10 000 m. Rok później zdobył w Londynie srebro mistrzostw świata w biegu maratońskim. W 2022 roku w Eugene został mistrzem świata.
Rekordy życiowe: bieg na 10 000 metrów – 26:57,33 (27 maja 2017, Eugene); półmaraton – 59:37 (1 kwietnia 2017, Praga); bieg maratoński – 2:03:39 (17 października 2021, Amsterdam).
Na Igrzyskach Olimpijskich w Paryżu w 2024 roku zdobył złoty medal w maratonie mężczyzn i ustanowił nowy rekord olimpijski z czasem 2:06:26. 

## Osiągnięcia indywidualne
| Rok  | Impreza                                   | Miejsce        | Konkurencja                | Pozycja    | Wynik    |
| ---- | ----------------------------------------- | -------------- | -------------------------- | ---------- | -------- |
| 2015 | Mistrzostwa świata w biegach przełajowych | Guiyang        | bieg seniorów na ok. 12 km | 6. miejsce | 35:33    |
| 2016 | Mistrzostwa świata w półmaratonie         | Cardiff        | półmaraton                 | 5. miejsce | 60:06    |
| 2016 | Igrzyska olimpijskie                      | Rio de Janeiro | bieg na 10 000 m           | 3. miejsce | 27:06,26 |
| 2017 | Mistrzostwa świata                        | Londyn         | maraton                    | 2. miejsce | 2:09:49  |
| 2022 | Mistrzostwa świata                        | Eugene         | maraton                    | 1. miejsce | 2:05:36  |
| 2024 | Igrzyska olimpijskie                      | Paryż          | maraton                    | 1. miejsce | 2:06:26  |